# Teratophyllum williamsii
Teratophyllum williamsii là một loài thực vật có mạch trong họ Lomariopsidaceae. Loài này được (Underw.) Holttum miêu tả khoa học đầu tiên năm 1932.